# Willi Bergmeister

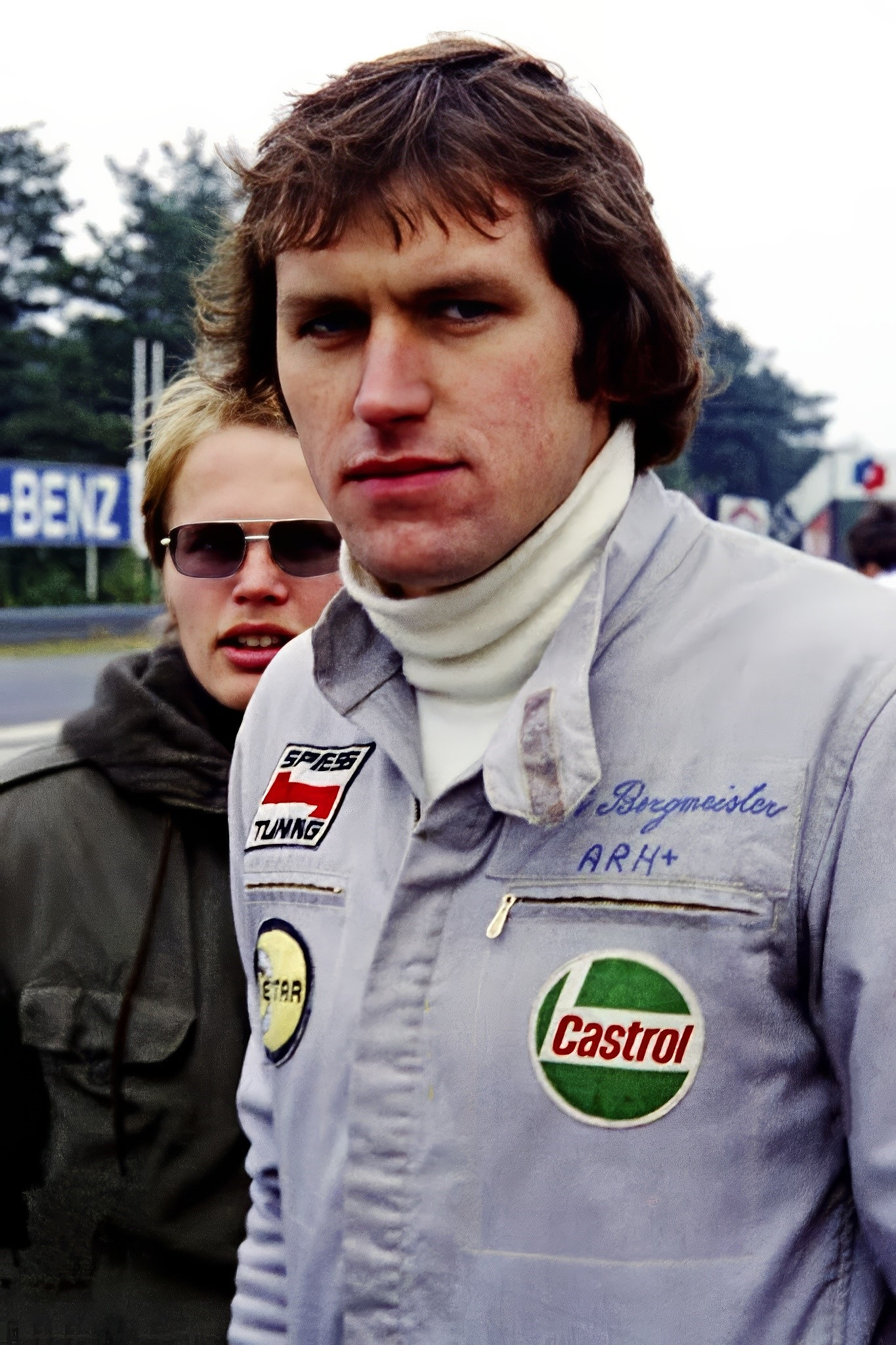
Willi Bergmeister 1975 in Zolder

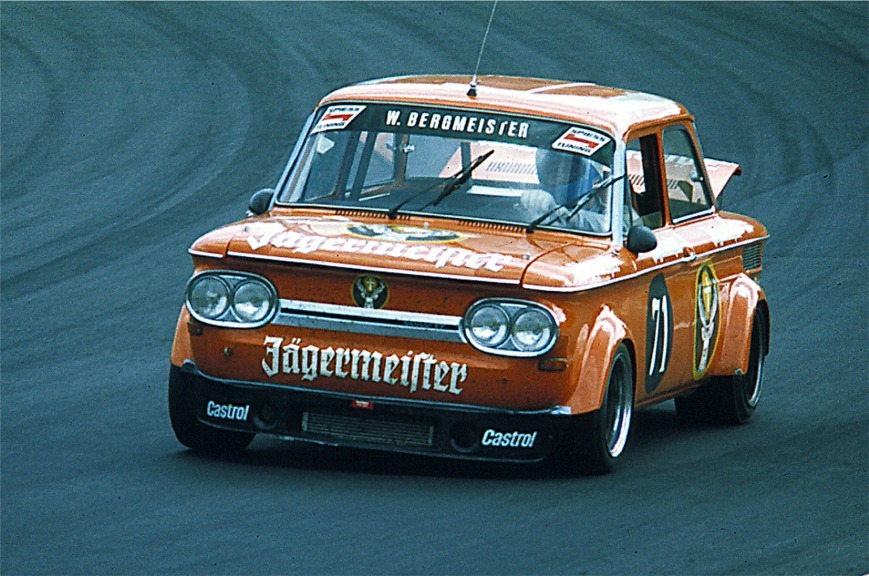
Willi Bergmeister 1975 beim 4-Stunden-Rennen auf dem Nürburgring

Wilhelm „Willi“ Bergmeister (* 25. September 1949; † 9. Juli 2013 in Langenfeld) war ein deutscher Automobilrennfahrer und Förderer von Michael Schumacher.

## Karriere als Rennfahrer
Willi Bergmeister startete ab 1969 in einem NSU TT und wurde 1974 Deutscher Bergmeister. Ab 1976 fuhr Bergmeister gemeinsam mit dem Schweizer Jörg Siegrist auf einem VW Scirocco die Tourenwagen-Europameisterschaft und erreichte hier den zweiten Platz. 1976 gewann Willi Bergmeister den VW Junior Cup auf einem VW Scirocco. 1980 gewann Bergmeister zusammen mit Hans-Joachim Nowak die Tourenwagen-Europameisterschaft.

## Unternehmer und Familie
Bergmeister führte eine NSU- beziehungsweise später eine Audi-Niederlassung. Der siebenmalige Formel-1-Weltmeister Michael Schumacher machte hier eine Ausbildung zum Kfz-Mechaniker. 2006 fusionierte der Betrieb mit dem Autohaus Schnitzler.
Seine Söhne Tim und Jörg Bergmeister sind ebenfalls Rennfahrer. Der orangefarben lackierte NSU TT fand Eingang in den Modellbau: Revell legte eine Serie von 2000 Modellen im Maßstab 1:32 auf.

## Statistik

### Einzelergebnisse in der Sportwagen-Weltmeisterschaft
| Saison | Team              | Rennwagen   | 1   | 2   | 3   | 4   | 5   | 6   | 7   | 8   | 9   | 10  | 11  | 12  | 13  | 14  | 15  | 16  | 17  |
| ------ | ----------------- | ----------- | --- | --- | --- | --- | --- | --- | --- | --- | --- | --- | --- | --- | --- | --- | --- | --- | --- |
| 1977   | Spiess Tuning     | VW Scirocco | DAY | MUG | DIJ | MON | SIL | NÜR | VAL | PER | WAT | EST | LEC | MOS | IMO | SAL | BRH | HOK | VAL |
| 1977   | Spiess Tuning     | VW Scirocco |     |     | DNF |     |     |     |     |     |     |     |     |     |     |     |     |     |     |
| 1979   | Abex Pagid Racing | Audi 80     | DAY | SEB | MUG | TAL | DIJ | RIV | SIL | NÜR | LEM | PER | DAY | WAT | SPA | BRH | ROA | VAL | ELS |
| 1979   | Abex Pagid Racing | Audi 80     |     |     |     |     |     |     |     |     |     | 6   |     |     |     |     |     |     |     |
| 1980   | Abex Pagid Racing | Audi 80     | DAY | BRH | SEB | MUG | MON | RIV | SIL | NÜR | LEM | DAY | WAT | SPA | MOS | ROA | VAL | DIJ |     |
| 1980   | Abex Pagid Racing | Audi 80     |     |     |     |     |     |     |     |     | DNF |     |     |     |     |     |     |     |     |